# Château de Morteuil
Le  château de Morteuil est un édifice situé à Merceuil, dans le département de la Côte-d'Or en Bourgogne-Franche-Comté. Il a appartenu à Jacques Copeau. 

## Localisation
Le château est situé au sud-ouest du chef-lieu et à la limite est du hameau de Morteuil sur la RD 113d à laquelle il communique par une allée.

## Historique

### Origine
La seigneurie de Morteuil est mentionnée pour la première fois le 30 novembre 1481 dans un acte de donation de François de Ferrière à son frère Jehan. Il lui fait ainsi don des maisons fortes, terres et seigneuries de Vitry-le-Croisé, Tailly, Morteuil, Chassagne et Santenay.

### DuXVIIeauXVIIIesiècle
Le château en lui-même est cité le 10 décembre 1618, lors de l'achat du château de Masse, dont dépendent les villages de Masse et Morteuil. La transaction, qui inclut toute justice seigneuriale et a lieu entre Jean-Baptises Barnadin et Gilbert de la Rozière, seigneur de Roudon, s'accompagne d'un dénombrement dans lequel est mentionné l'édifice. Il est ensuite grandement reconstruit au XVIIIe siècle, et en 1766, il appartient au seigneur Henri de Riollet, qui y réside.
En 1794, le château est décrit par François Guillemot, dans son devis portant sur la suppression des signes distinctifs de la féodalité dans le contexte de la Révolution. L'essentiel de l'édifice est conservé, mais on enduit la maçonnerie, mure les quatorze meurtrières et l'emplacement des balanciers du pont-levis disparu est bouché. Ainsi, Guillemot « Certifie que le château ne pouvoit être considéré comme un château for puisqu'il n'a ni tour ni créneaux ni tourelles et que le fossé qui s'y trouve au couchant n'a été fait que pour assainir les caves, puisqu'il est presque au niveau de la prairie ; cependant la porte de ce château étoit autrefois à pont-levis, et il existe encore les embrasures des balanciers ».

### LeXXesiècle
Le 13 septembre 1924, le critique de théâtre Jacques Copeau s'établit au château avec sa troupe. La bâtisse est alors en mauvais état, même partiellement abandonnée et les terrains alentour deviennent marécageux à la première pluie. Néanmoins, le loyer est très abordable. Il y écrit par exemple Le Veuf, et les comédiens s'entraînent sur une petite scène installée dans le hall principal. Sa troupe quitte les lieux à la fin de l'an 1925.

## Architecture
Le château de Morteuil est un château moderne de plan rectangulaire allongé. Avec deux bâtiments annexes, il encadre une cour intérieure et possède un plan d'eau plus au sud.
Au nord, la façade principale à un étage est flanquée de deux tours carrées à deux étages et percée en son centre d'une porte cochère en arc en plein cintre ; à gauche de cette porte une canonnière rappelle que ce château a connu une destinée défensive. Au sud le château est prolongé par deux ailes en retour d'équerre qui s'achèvent sur deux tours carrées. Il n'y a aucune trace de fossés.